# نیکلای اومف
 نیکلای اومف (روسی: Никола́й Алексе́евич У́мов؛ زاده ۲۳ ژانویهٔ ۱۸۴۶ درگذشته ۱۵ ژانویهٔ ۱۹۱۵) یک دانشمند در زمینه فیزیک‌دان اهل روسیه بود. 